# I liga polska w hokeju na lodzie (1979/1980)
25. sezon I ligi polskiej w hokeju na lodzie rozegrany został na przełomie 1979 i 1980 roku. Był to 44 sezon rozgrywek o Mistrzostwo Polski w hokeju na lodzie. 
Na początku 1980 nastąpiła przerwa w rozgrywkach z uwagi na turniej hokeja na lodzie na Zimowych Igrzyskach Olimpijskich 1980, po którym wznowiono sezon 16 marca 1980.
Mistrzem Polski został zespół Zagłębia Sosnowiec i był to pierwszy tytuł mistrzowski w historii klubu.
Nagrodę „Złoty Kija” za sezon otrzymał Leszek Kokoszka (ŁKS).

## Tabela
| Lp. | Zespół             | M  | Pkt | W  | R | P  | G+  | G−  | +/−  |
| --- | ------------------ | -- | --- | -- | - | -- | --- | --- | ---- |
| 1   | Zagłębie Sosnowiec | 42 | 61  | 30 | 1 | 11 | 220 | 115 | +105 |
| 2   | Podhale Nowy Targ  | 42 | 61  | 30 | 1 | 11 | 197 | 109 | +88  |
| 3   | ŁKS Łódź           | 42 | 52  | 25 | 2 | 15 | 190 | 144 | +46  |
| 4   | Naprzód Janów      | 42 | 49  | 23 | 4 | 15 | 165 | 131 | +34  |
| 5   | Legia Warszawa     | 42 | 39  | 18 | 2 | 22 | 159 | 199 | -40  |
| 6   | Baildon Katowice   | 42 | 32  | 15 | 2 | 25 | 154 | 226 | -72  |
| 7   | GKS Tychy          | 42 | 23  | 11 | 1 | 30 | 125 | 209 | -84  |
| 8   | GKS Katowice       | 42 | 19  | 8  | 3 | 31 | 109 | 186 | -77  |

## Skład Mistrza Polski
Zagłębie Sosnowiec
- Bramkarze: Piotr Białoń, Jacek Lato, Włodzimierz Olszewski, Andrzej Strug, Ryszard Winkler
- Obrońcy: Adam Bernat, Kordian Jajszczok, Marek Marcińczak, Mieczysław Nahuńko, Józef Nibus, Andrzej Nowak, Andrzej Świątek
- Napastnicy: Mieczysław Garbacz, Jerzy Jamróz, Wiesław Jobczyk, Stanisław Klocek, Wiesław Kozłowski, Jan Madeksza, Krzysztof Morawiecki, Krzysztof Podsiadło, Henryk Pytel, Tadeusz Radwan, Marek Rubik, Jerzy Strąk, Krzysztof Ślusarczyk, Leszek Tokarz, Wiesław Tokarz, Andrzej Zabawa
- Trener: Josef Ivan